# 会展站 (GO运输)
會展站是位於加拿大安大略省多倫多的一個GO運輸火車站。該站是多倫多和咸美頓之間的湖濱西線車站之一。它位於多倫多市中心以西的會展廣場，這裏集展覽場地、體育設施以及其他娛樂場所、餐廳和夜總會於一身。它還位於自由村的南側，自由村以前是工業區，現已被重建為擁有零售店和餐廳的住宅區。 
儘管該站在加拿大博覽會期間被廣泛使用，但會展廣場的其他主要活動和目的地包括可口可樂體育館、 Enercare中心、中世紀時代、自由大酒店、 BMO球場、安省遊樂宮、百威舞台和本田多倫多格蘭披治大賽車等。

## 交通連接
車站前方可轉乘多倫多公車局29C號德化林街巴士，也可在旁邊的會展迴圈轉乘511巴佛士街和509港畔電車。

## 歷史

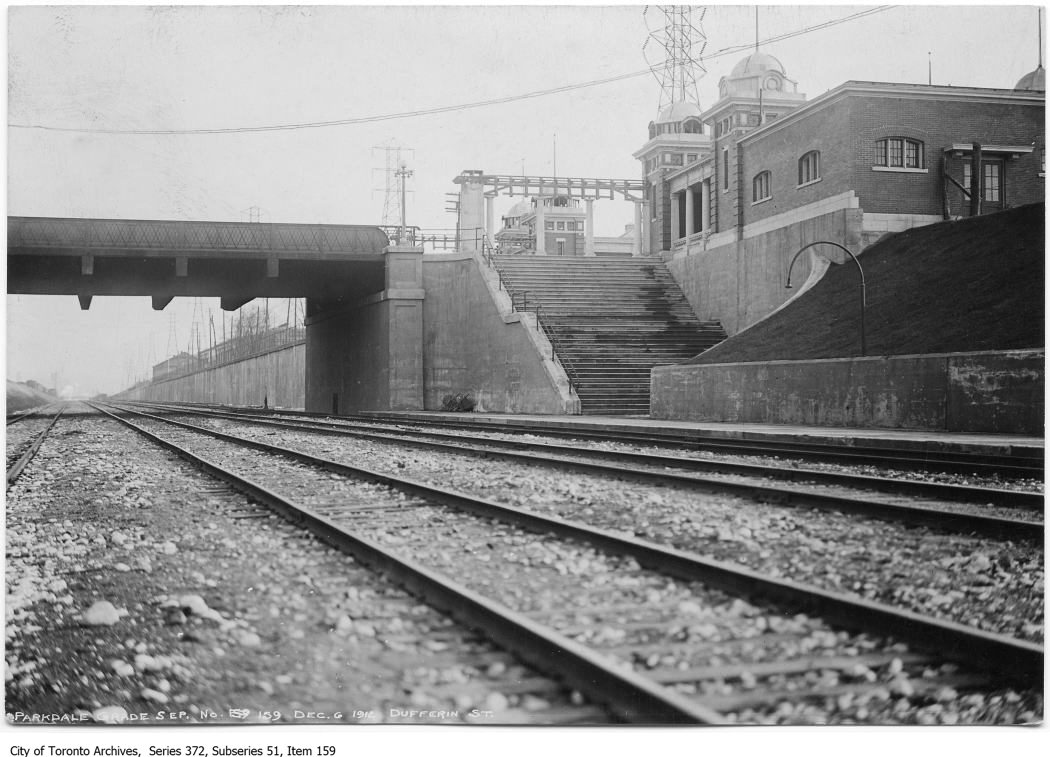
德化林大門大幹線鐵路車站 (攝於1912年)

最初的大幹線鐵路火車站是一座木製建築，位於德化林街以東的鐵路南側。 1910至1912年間進行的擋土牆工程使該站被拆除。其後，會展廣場入口處修建了新的德化林大門，並設有通往新道路天橋西側兩個側式月台的混凝土樓梯。 該站營運至1960年代。
2012年第四季起，該站進行了一系列的改善工程，其中包括拓寬月台並增設融雪系統、建造無障礙登車區，以及建造月台雨棚。該系列工程於2016年第二季完工。 

## 未來
會展站是擬建的安大略線的西南端總站。安大略線月台將位於現有湖濱西線路軌以北。 該路線預計於2030年通車。 作為該工程的一部份，車站結構將會被擴建；因此，2023年底，臨時行人天橋率先動工，以在擴建工程進行時維持該站客流量。 